# Ludność Nowej Soli

## LudnośćNowej Soli
- 1939 - 17 326
- 1946 - 5 993 (spis powszechny)
- 1950 - 17 046 (spis powszechny)
- 1955 - 22 704
- 1960 - 26 620 (spis powszechny)
- 1961 - 27 400
- 1962 - 27 900
- 1963 - 28 500
- 1964 - 29 200
- 1965 - 29 574
- 1966 - 30 100
- 1967 - 31 600
- 1968 - 32 400
- 1969 - 32 800
- 1970 - 33 492 (spis powszechny)
- 1971 - 34 000
- 1972 - 34 500
- 1973 - 35 200
- 1974 - 35 783
- 1975 - 36 379
- 1976 - 37 200
- 1977 - 37 900
- 1978 - 37 400 (spis powszechny)
- 1979 - 38 000
- 1980 - 38 514
- 1981 - 39 067
- 1982 - 39 711
- 1983 - 40 385
- 1984 - 41 060
- 1985 - 41 597
- 1986 - 42 208
- 1987 - 42 668
- 1988 - 42 674 (spis powszechny)
- 1989 - 43 113
- 1990 - 43 342
- 1991 - 43 435
- 1992 - 43 102
- 1993 - 43 292
- 1994 - 43 296
- 1995 - 43 120
- 1996 - 42 969
- 1997 - 42 849
- 1998 - 42 662
- 1999 - 42 487
- 2000 - 42 376
- 2001 - 42 190
- 2002 - 41 030 (spis powszechny)
- 2003 - 40 805
- 2004 - 40 916
- 2005 - 41 451
- 2006 - 41 947
- 2008 - 40 516
- 2009 - 40 295
- 2010 - 40 083
- 2011 - 39 825
- 2013 - 39 703
- 2014 - 39 583
- 2015 - 39 459
- 2017 - 39 302
- 2018 - 39 196
- 2019 - 38 899
- 2020 - 37 980
- 2021 - 37 385 (spis powszechny)
- 2022 - 38 021
- 2023 - 40 276
- 2024 - 42 019

## Powierzchnia Nowej Soli
- 1995 - 21,56 km²
- 2006 - 21,80 km²
- 2019 - 22 km2[1]